# 馬奎拉國家自然公園

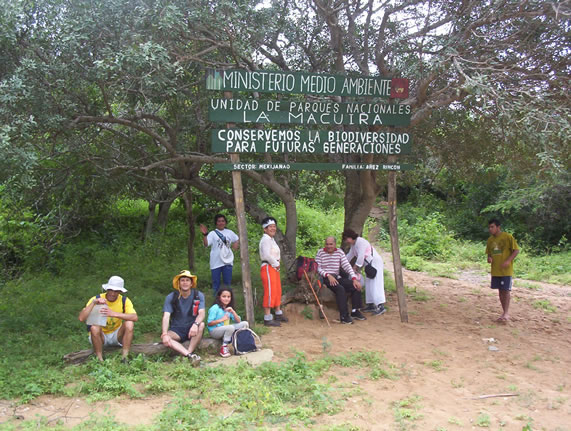

馬奎拉國家自然公園（西班牙語：Parque nacional natural Macuira），是哥倫比亞的國家公園，位於該國北部瓜希拉省，處於馬庫伊拉山脈地區，成立於1977年，面積約250平方公里。